# Daniel Renard
Daniel Renard (24. března 1871, Dragomirești – 1954) byl rumunský architekt, představitel secesního stylu v Rumunsku. Jeho hlavním dílem je secesní Kasino Constanta (1910).

## Život
Renard se narodil v roce 1871 v Dragomiresti v Rumunsku, jeho matka byla Rumunka (Petra Ionescu) a otec Švýcar (Prosper Renard). Absolvoval École nationale supérieure des beaux-arts v Paříži v ateliéru Juliena Guadeta, diplom architekta získal v roce 1900. V letech 1916-1921 a 1928-1935 byl členem výboru Společnosti rumunských architektů (SAR).
Cristea Georgescu, liberální starosta města Constanța na základě rozhodnutí komunální rady uzavřel 23. července 1903 smlouvu s Danielem Renardem na návrh nového kasina. Renard však byl odvolán, když se v roce 1905 dostali k moci konzervativci. Ve stavbě kasina pak pokračoval architekt Petre Antonescu, který byl pak také odvolán. Návrat liberálů k moci v letech 1907 až 1908 vrátil Renarda do čela projektu a umožnil mu opětovné uplatnění vlastního projektu v secesním stylu. Základy kasina tak byly třikrát změněny. Jednalo se o největší stavbu tohoto druhu v Rumunsku. 21. prosince 1909 byli inženýr Elie Radu a architekti Ion Mincu a Dimitrie Maimarolu požádáni, aby se vyjádřili k obnovenému Renardovu projektu. Aniž by na vnější podobě budovy měnili cokoli podstatného, přinesli tito prestižní specialisté pouze návrhy na dotvoření, výzdobu a členění interiéru, s nimiž se počítalo, takže nakonec mohlo být kasino dostavěno a 15. srpna 1910 slavnostně otevřeno.
V letech 1922 až 1927 Renard působil ve Francii, kde navrhl několik staveb.

## Dílo
- Casino Constanta (1910)
- Pavilon-Restaurant před kasinem Constanta, nyní Akvárium (1912)
- Hotel Regina (dnes Hotel Intim), Constanta
- Odborový palác (vybombardován v roce 1941), Constanţa
- Jatka (zbořena v meziválečném období), Constanţa
- Administrativní komplex v blízkosti starého vlakového nádraží, Constanța
- Logaridiův dům na náměstí Ovidiu (zbořen), Constanța
- Stará nemocnice v Medgidii
- Kostel v Harsové
- Spolupracoval také na návrhu hotelu Palace v Constanțě (1910)
- Meziválečná budova prefektury okresu Putna, Focsani (1913)
- Hotel Athénský Palác v Bukurešti (ve své staré podobě v secesním stylu, 1914)
- Vnitřní výzdoba knihovny v Casa Micescu (1931-1932)